# Dorcadion apicerufum
Dorcadion apicerufum är en skalbaggsart som beskrevs av Stefan von Breuning 1943. Dorcadion apicerufum ingår i släktet Dorcadion och familjen långhorningar.
Artens utbredningsområde är Iran. Inga underarter finns listade i Catalogue of Life.